# Euphorbia maysillesii
Euphorbia maysillesii är en törelväxtart som beskrevs av Mcvaugh. Euphorbia maysillesii ingår i släktet törlar, och familjen törelväxter. Inga underarter finns listade i Catalogue of Life.